# Скіфос

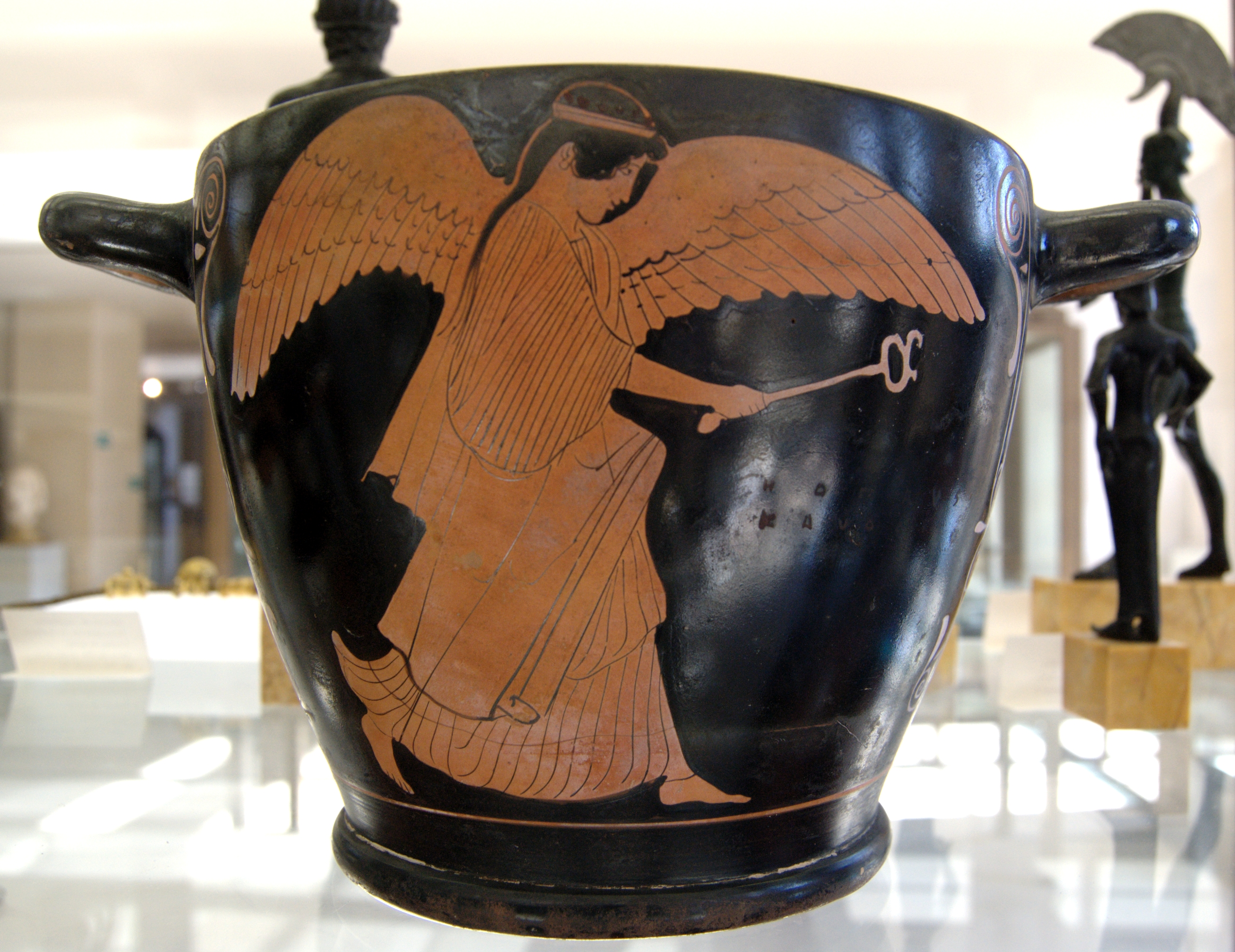
Скіфос: Крилата богиня із кадуцеєм

Скі́фос (грец. σκύφος) — давньогрецька широка і глибока посудина для вина. Мала низький бортик, ручки, які примикали горизонтально до верхнього краю посудини, а іноді й були відсутніми.
Скіфос — видозмінений кілікс, запозичений стародавніми греками у скіфів, звідси походить і назва. Він вважався посудиною Геракла і часто зображувався в його руках.